# Volduchy
Volduchy – gmina w Czechach, w powiecie Rokycany, w kraju pilzneńskim. Według danych z dnia 1 stycznia 2013 liczyła 1 013 mieszkańców.